# Herbert Buschbeck
Fritz Herbert Buschbeck (* 27. Juli 1906 in Dresden; † nicht ermittelt) war ein deutscher Mediziner und Hochschullehrer.

## Leben und Wirken
Er war der Sohn des praktizierenden Arztes Albert Theodor Buschbeck und dessen Ehefrau Hedwig Gertrud Buschbeck geborene Kammsetzer. Nach dem Schulbesuch studierte er Medizin und promovierte zum Dr. med. Er spezialisierte sich auf Frauenheilkunde und Geburtshilfe sowie Endokrinologie. Er arbeitete als Assistenz- und später als Oberarzt an der Landesfrauenklinik in Stettin und war Dozent an der Universität Greifswald. Nach der 1938 erfolgten Habilitation an der Universität Würzburg wurde er dort Dozent für Geburtshilfe und Gynäkologie. Während des Zweiten Weltkrieges war er als Stabsarzt bei der Luftwaffe eingesetzt.
Nach dem Zweiten Weltkrieg übernahm er die Leitung der Privatklinik Haus Mansfeld in Bad Harzburg und lebte dann in Braunschweig.
Er war u. a. Mitglied der Physikalisch-medizinischen Gesellschaft zu Würzburg.

## Schriften (Auswahl)
- Über die Häufigkeit des primären Lungencarcinoms. Unter besonderer Berücksichtigung des Materials am Johannstädter Krankenhaus zu Dresden. In: Zeitschrift für Krebsforschung 34 (1931), S. 678–698.
- Fortschritte der gynäkologischen Hormontherapie. In: Monatsschrift für Geburtshilfe und Gynäkologie 98 (1935), H. 6, S. 344–351.
- Die Durchtrittsnarkose für die klinische und häusliche Geburtshilfe. In: Schmerz - Narkose - Anästhesie 8 (1935), H. 2.
- Klinische Untersuchungen über die therapeutische Anwendung von Sexualhormonen in der Frauenheilkunde. In: Zeitschrift für Geburtshülfe und Gynäkologie. Bd. 117 (1938), H. 2.
- Probleme der Follikelpersistenz. In: Archiv für Gynäkologie 175 (1944), S. 269–294.
- Zur systematischen Einteilung aller Blutungsanomalien. In: Geburtshilfe und Frauenheilkunde 1949.
- Zur graphischen Darstellung der hormonalen Steuerung der Ovarialfunktion. In: Stoffwechselwirkungen der Steroidhormone. Zweites Symposion der Deutschen Gesellschaft für Endokrinologie Goslar, den 5. und 6. März 1954. 1955, S. 199 ff.